# Last Performance
Last Performance is een dramafilm uit 2006, geregisseerd en geschreven door Edwin Brienen. De film was een Duits/Amerikaanse coproductie en vierde première tijdens de 26e editie van het Nederlands Film Festival in Utrecht. De film heeft een filosofische ondertoon en citeert Anton Szandor LaVey en Friedrich Nietzsche.

## Inhoud
Julia (Eva Dorrepaal) is een actrice die het probeert te maken in New York. Ze speelt de hoofdrol in een avant-gardistisch theaterstuk. Regie is in handen van de bizarre en excentrieke Magda (Esther Eva Verkaaik). Julia's tegenspeler is Cooper (Tomas Sinclair Spencer), die er een ziekelijke relatie op na houdt met de seksueel gefrustreerde Tom (Vincent Bagnall). Julia raakt verstrikt in een destructieve driehoeksverhouding.

## Trivia
- Last Performance werd in 2008 door Filmfreak Distributie uitgebracht op DVD, als onderdeel van de Brienen Collection.
- De film ging in première tijdens het Nederlands Filmfestival, september 2006.